# Aníbal Gordon
Aníbal Gordon (Colón, 1930 – Buenos Aires, 13 de septiembre de 1987) fue un ciudadano argentino con antecedentes delictivos, vinculado a actividades parapoliciales y de inteligencia. Actuó como colaborador inorgánico de la Secretaría de Inteligencia del Estado (SIDE) entre 1968 y 1984 y fue identificado como integrante de la organización Triple A (Alianza Anticomunista Argentina). Durante la última dictadura militar argentina, se lo vinculó con el centro clandestino de detención Automotores Orletti, utilizado por el régimen como parte del sistema represivo del terrorismo de Estado. Falleció en prisión mientras cumplía una condena por delitos de lesa humanidad.

## Biografía
Gordon comenzó su carrera delictiva en la década de 1950, con antecedentes por robos y delitos comunes. Entre 1968 y 1984 actuó como agente no orgánico de la SIDE. Fue señalado como miembro operativo de la Triple A, organización responsable de atentados y asesinatos contra opositores políticos en la primera mitad de los años 70.
Durante la dictadura iniciada en 1976, fue vinculado al centro clandestino Automotores Orletti, uno de los principales espacios de detención ilegal del Plan Cóndor. Aunque negó haber tenido un rol de liderazgo en la Triple A, admitió haber trabajado en ese centro durante el régimen militar.
En octubre de 1986 fue condenado a 16 años de prisión por su participación en los asesinatos de Silvio Frondizi (hermano del expresidente Arturo Frondizi) y Rodolfo Ortega Peña. También fue procesado por secuestros, desapariciones forzadas y su presunta responsabilidad en el secuestro del dirigente Guillermo Patricio Kelly, ocurrido en agosto de 1983. Fue detenido por este último caso en enero de 1984 en las sierras de Córdoba.
Falleció en prisión el 13 de septiembre de 1987, a causa de cáncer de pulmón.

## Banda delictiva
Gordon fue vinculado a una red delictiva integrada por secuestradores, exagentes y narcotraficantes. Entre sus colaboradores se encontraban el corso-argentino François Chiappe, Eduardo Ruffo (alias “el Sapo”), Ernesto Lorenzo, Honorio Martínez Ruiz, César Alejandro Enciso (yerno del general Otto Paladino), el médico Roberto Rico (hermano de Aldo Rico), Marta Susana García Tezanos Pinto, César Estanislao Albarracín, los hermanos Escudero y, según algunas fuentes, miembros de los «contras» nicaragüenses.
En 1976 utilizaba el alias “Silva”. Residió en su ciudad natal, Colón, en el norte de la provincia de Buenos Aires.